# Monte Carlo (1930)
Monte Carlo ist eine US-amerikanische Filmkomödie aus dem Jahr 1930. Regisseur Ernst Lubitsch verfilmte ein Drehbuch, das auf dem Roman Monsieur Beaucaire von Booth Tarkington und dem gleichnamigen Bühnenstück von Evelyn Greenleaf Sutherland basiert. Die Premiere fand am 27. August 1930 statt. 1931 kam der Film auch in Deutschland und Österreich in die Kinos. Nach dem Zweiten Weltkrieg wurde der Film als TV-Ausstrahlung im dritten Programm des BR am 25. Dezember 1970 erstmals wieder gezeigt.

## Handlung
Vera von Conti ist eine Gräfin, die vor der Hochzeit mit dem Prinzen Otto von Liebenheim geflüchtet ist. Nun ist sie in Monte Carlo und verspielt in einem Casino ihre letzten 10.000 Franc. Ebenfalls zu Besuch in Monte Carlo ist der attraktive und gutsituierte Graf Rudolph Fallière, der Veras Pechsträhne beim Spiel mitbekommt. Er ist von ihrer Schönheit angetan und bietet ihr an, ihr Haar zu bürsten, was ihr Glück bringen soll. Vera glaubt, Rudolph sei ein Friseur. Rudolph, der sich in Vera verliebt hat, lässt sie in dem Glauben und besucht sie jeden Abend. Er vertritt den wirklichen Friseur Paul, der wegen eines Unfalls nicht arbeiten kann.
Vera glaubt an das Glück und gibt Rudolph ihre letzten 1000 Franc, die er für sie setzen soll. Rudolph setzt das Geld nicht, kommt aber mit 100.000 Franc zu ihr zurück. Voller Freude über den Gewinn küsst Vera ihn. Zwar ist sie mittlerweile auch in Rudolph verliebt, doch wegen ihrer finanziellen Nöte willigt sie doch in die Hochzeit mit dem Prinzen von Liebenheim ein. Rudolph arrangiert für sie einen Besuch in der Oper. Das Stück heißt Monsieur Beaucaire und handelt von einem Prinzen, der sich als Friseur ausgibt, um die Frau, die er liebt, für sich zu gewinnen. Vera sieht, dass auch Rudolph Gast bei der Aufführung ist. Sie sieht seinen wirklichen sozialen Status und erkennt die Parallelen.

## Hintergrund
Der spätere Chefkameramann Lucien Ballard arbeitete bei Monte Carlo als Kameraführer mit. Der Film der Paramount Pictures hatte ein geschätztes Budget von 725.000 US-Dollar. Er ist einer der über 700 Filme des Studios, die zwischen 1929 und 1949 gedreht wurden, und deren Fernsehrechte 1958 an Universal Pictures verkauft wurden.
Der Roman Monsieur Beaucaire war schon 1924 Grundlage für den Film Monsieur Beaucaire, der königliche Barbier von Sidney Olcott mit Rudolph Valentino in der Titelrolle. 1946 drehte George Marshall die Komödie Mit Pinsel und Degen; diesmal spielte Bob Hope die Rolle des Monsieur Beaucaire.

## Kritiken
Das Lexikon des internationalen Films nannte Monte Carlo „eine romantische Komödie mit Musical-Passagen, bei der der Regisseur erstmals seine charmante, hintergründige Handhabung von Sprache und Musik verwirklichte“. Der Time Out Movie Guide hob die „üppige Ausstattung und Kostüme“ hervor, die dem Film „Märchenqualität“ verliehen, wobei die „lächerlichen Songs und die alberne Romanze“ den Film wiederum „heiter, frivol und durch und durch charmant“ erscheinen ließen. Variety blieb in der Bewertung zurückhaltend. Ohne Jeanette MacDonald sei der Film nicht möglich gewesen. Channel 4 fand den Film „alt, aber unterhaltsam“.

## Soundtrack
Die Lieder Beyond the Blue Horizon, Give Me a Moment Please, Always in All Ways, She’ll Love Me and Like It und Whatever It Is, It’s Good wurden von Jack Buchanan und Jeanette MacDonald gesungen. Hinzu kamen noch die Lieder Day of Days, das von einem Chor interpretiert wurde, und Trimmin’ the Women, gesungen von Jack Buchanan, John Roche und Tyler Brooke. Bis auf Give Me a Moment Please wurden alle Lieder von W. Franke Harling und Richard A. Whiting komponiert, die Texte stammten von Leo Robin.